# Winter-Universiade 1995
Die Winter-Universiade 1995 fand vom 18. Februar bis 26. Februar 1995 in Jaca statt.

## Sportarten
Es fanden 35 Medaillenentscheidungen in 9 Sportarten statt. Erstmals wurden Wettbewerbe im Snowboard ausgetragen.
- Eishockey
- Eiskunstlauf
- Nordische Kombination
- Shorttrack
- Ski Alpin
- Skilanglauf
- Skispringen
- Snowboard

## Medaillenspiegel
| Platz  | Mannschaft          | Gold | Silber | Bronze | Gesamt |
| ------ | ------------------- | ---- | ------ | ------ | ------ |
| 1      | Südkorea            | 6    | 4      | 4      | 14     |
| 2      | Russland            | 6    | 3      | 3      | 12     |
| 3      | Vereinigte Staaten  | 4    | 2      | 6      | 12     |
| 4      | Volksrepublik China | 3    | 4      | 3      | 10     |
| 5      | Japan               | 2    | 3      | 5      | 10     |
| 6      | Italien             | 2    | 3      | 2      | 7      |
| 7      | Schweden            | 2    | 1      | 2      | 5      |
| 8      | Kasachstan          | 2    | –      | 1      | 3      |
| 8      | Schweiz             | 2    | –      | 1      | 3      |
| 10     | Spanien             | 2    | –      | –      | 2      |
| 11     | Frankreich          | 1    | 4      | 2      | 7      |
| 12     | Polen               | 1    | 3      | –      | 4      |
| 13     | Belarus             | 1    | 2      | –      | 3      |
| 14     | Kanada              | 1    | –      | 2      | 3      |
| 15     | Slowenien           | –    | 3      | 1      | 4      |
| 16     | Tschechien          | –    | 2      | –      | 2      |
| 17     | Finnland            | –    | 1      | –      | 1      |
| 18     | Ukraine             | –    | –      | 4      | 4      |
| Gesamt | Gesamt              | 35   | 35     | 36     | 106    |